# Дуант
Дуа́нт — порожнистий електрод-прискорювач в циклотроні чи фазотроні D-подібної форми, що служить для подачі прискорюючої напруги і екранування частинок при фазі поля, не сприятливій для прискорення.